# Liste der Wappen im Landkreis Ravensburg
Diese Liste beinhaltet alle in der Wikipedia gelisteten Wappen des Landkreis Ravensburg in Baden-Württemberg, inklusive historischer Wappen. Fast alle Städte, Gemeinden und Kreise in Baden-Württemberg führen ein Wappen. Sie sind über die Navigationsleiste am Ende der Seite erreichbar.

## Landkreis Ravensburg

Wappen des Landkreises Ravensburg[1]
Landkreis Biberach (1938–1972)
Landkreis Saulgau (1938–1972)
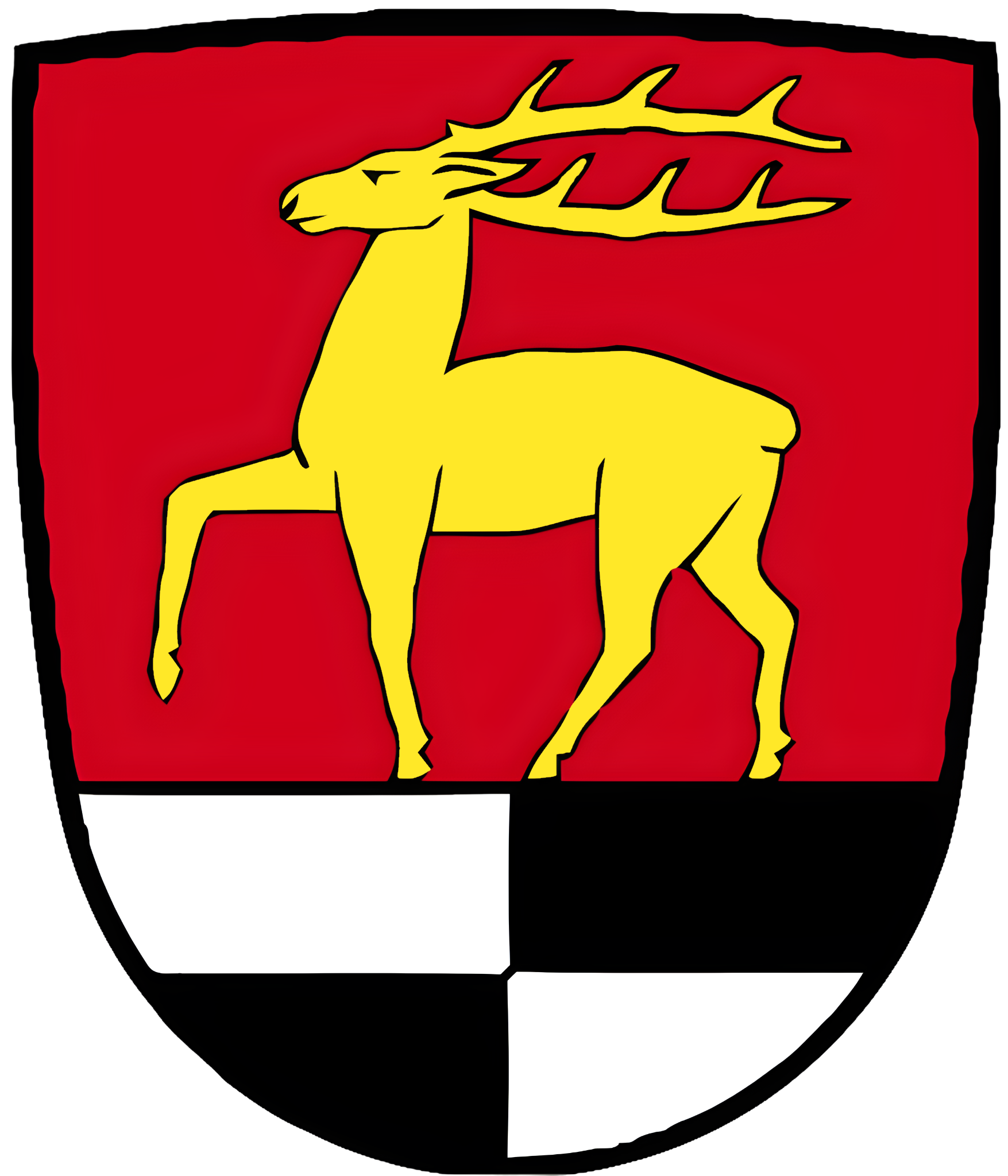
Landkreis Sigmaringen (1938–1972)
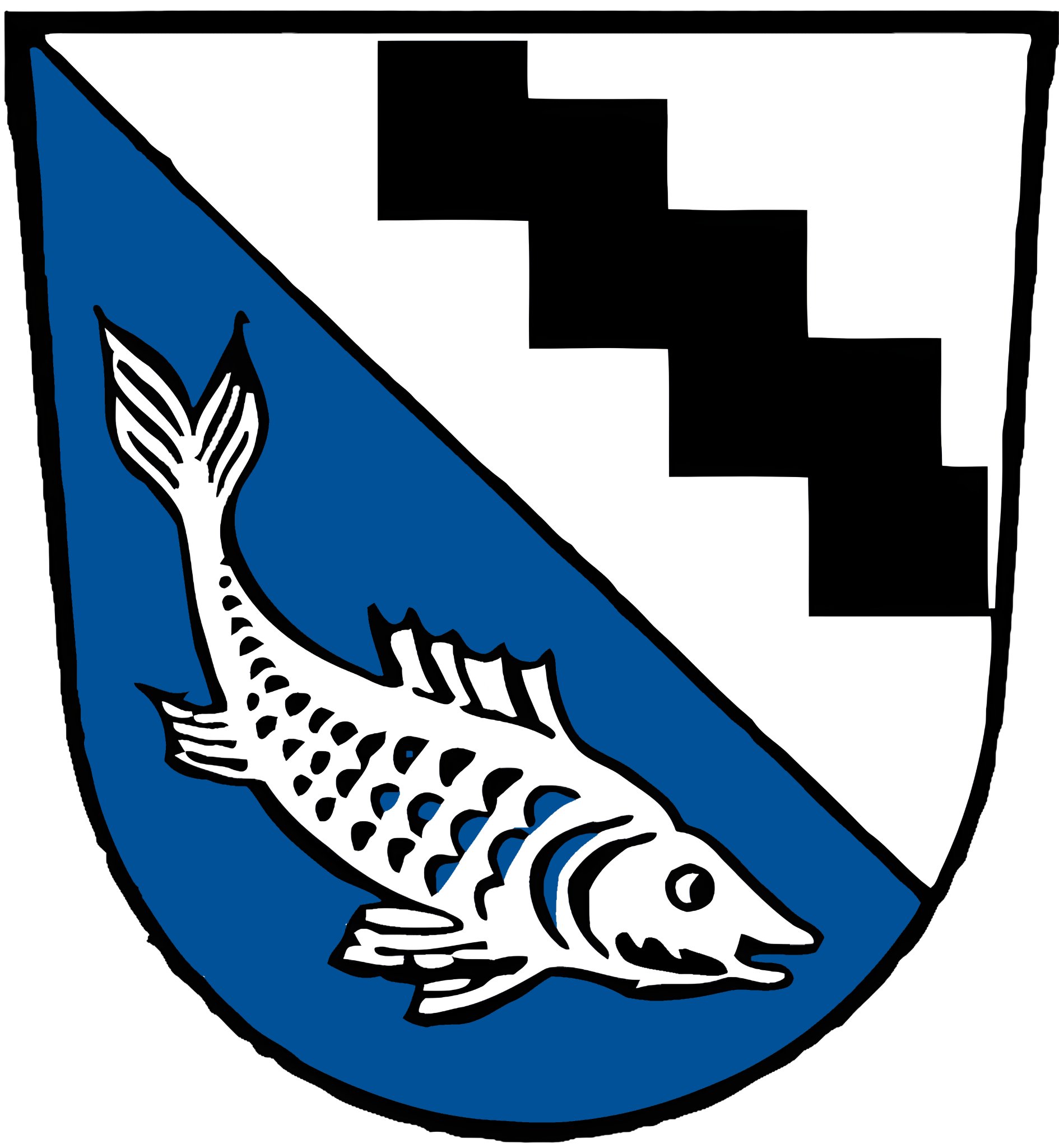
Landkreis Überlingen (1938–1972)
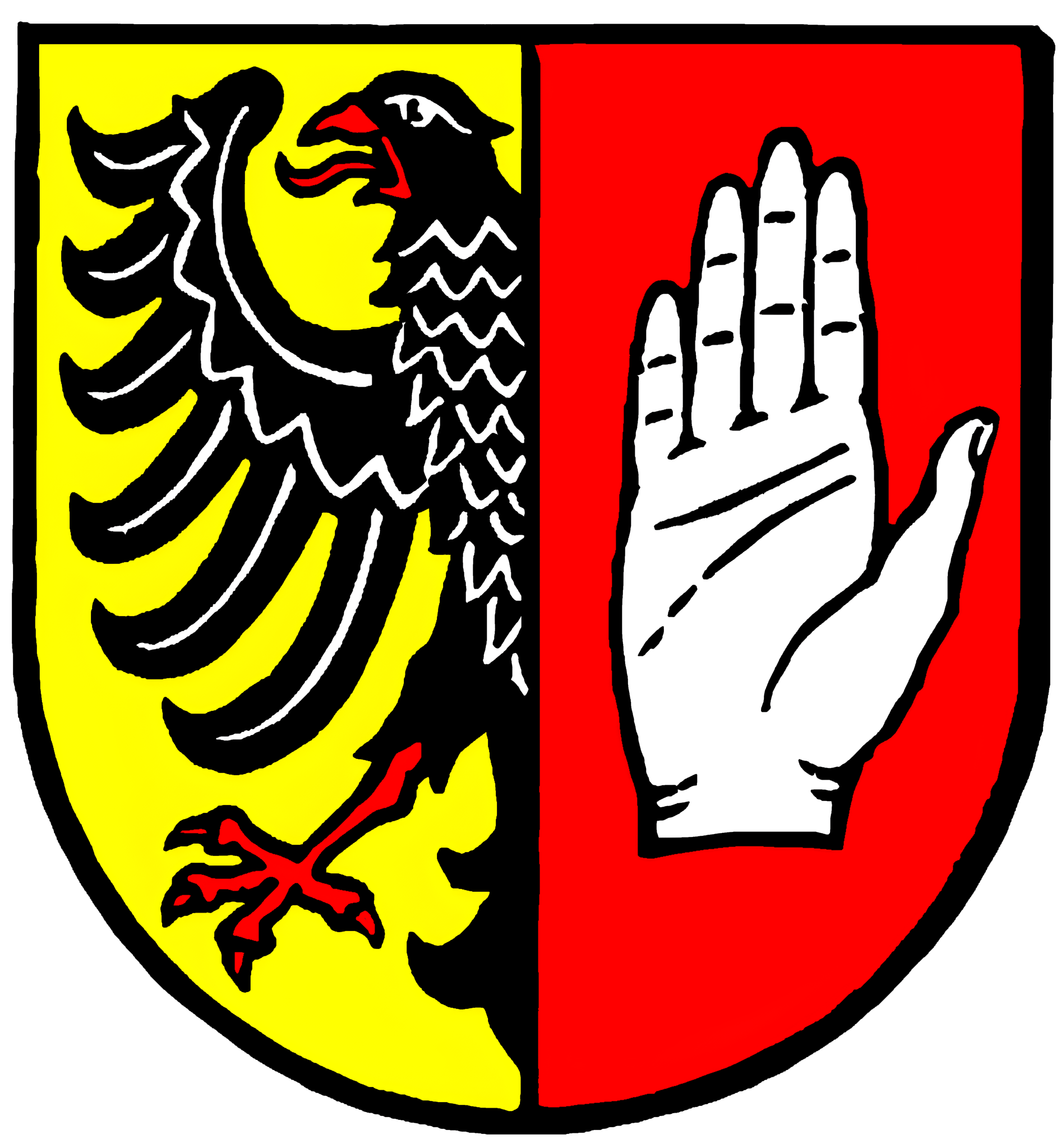
Landkreis Wangen (1938–1972)
Der Landkreis Ravensburg in Baden-Württemberg

## Städtewappen im Landkreis Ravensburg

Aulendorf[2]
Bad Waldsee[3]
Bad Wurzach[4]
Isny im Allgäu[5]
Leutkirch im Allgäu[6]
Ravensburg[7]
Wangen im Allgäu[8]
Weingarten[9]

## Gemeindewappen im Landkreis Ravensburg

Achberg[10]
Aichstetten[11]
Aitrach[12]
Altshausen[13]
Amtzell[14]
Argenbühl[15]
Baienfurt[16]
Baindt[17]
Berg[18]
Bergatreute[19]
Bodnegg[20]
Boms[21]
Ebenweiler[22]
Ebersbach-Musbach[23]
Eichstegen[24]
Fleischwangen[25]
Fronreute[26]
Grünkraut[27]
Guggenhausen[28]
Horgenzell[29]
Hoßkirch[30]
Kißlegg[31]
Königseggwald[32]
Riedhausen[33]
Schlier[34]
Unterwaldhausen[35]
Vogt[36]
Waldburg[37]
Wilhelmsdorf[38]
Wolfegg[39]
Wolpertswende[40]

## Ehemalige Gemeindewappen

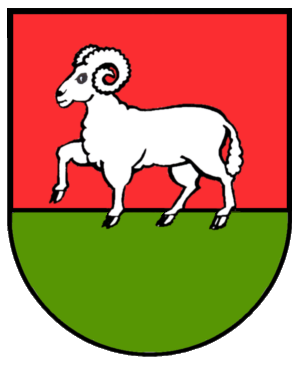
Adelsreute
Altmannshofen[42]
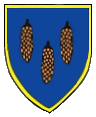
Alttann
Arnach[43]
Auhof
Beuren[44]
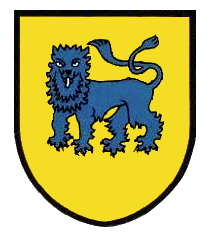
Blitzenreute
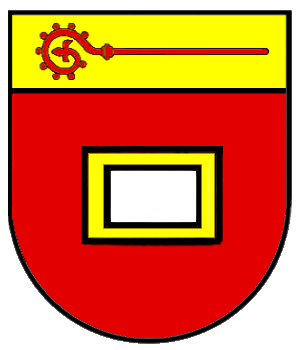
Blönried
Breitenbach
Christazhofen[47]
Deuchelried[48]
Diepoldshofen[49]
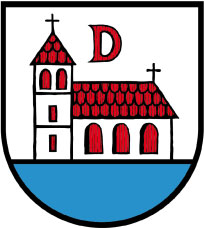
Dietmanns
Dorenwaid
Ebersbach
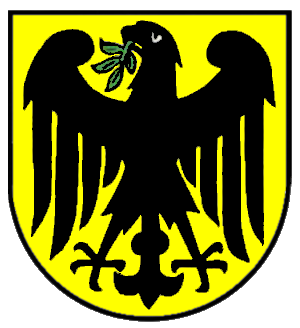
Eglofs
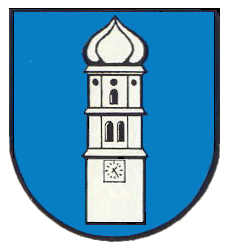
Eintürnen
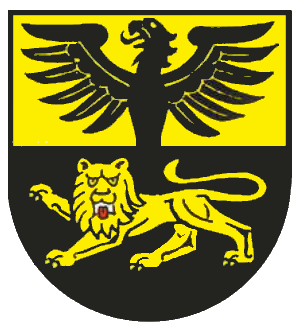
Eisenharz
Emmelhofen
Eschach
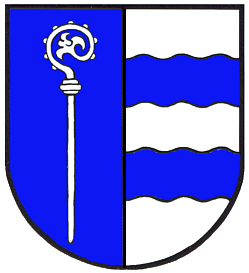
Eschach
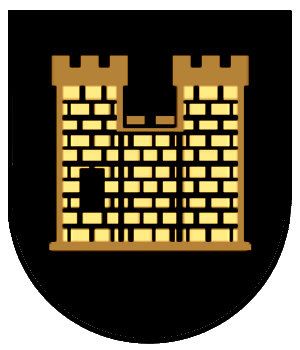
Esenhausen
Fenken
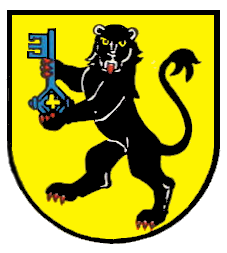
Friesenhofen
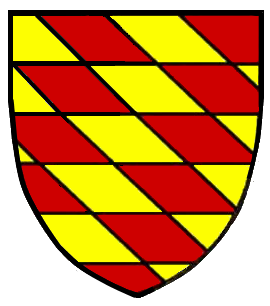
Fronhofen
Gaisbeuren[58]
Gebrazhofen[59]
Geigelbach
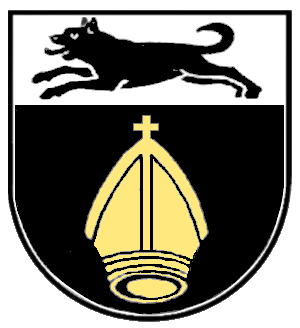
Göttlishofen
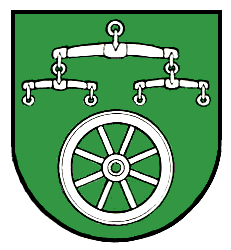
Gospoldshofen
Großholzleute[62]
Häberlings
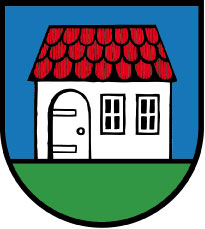
Haidgau
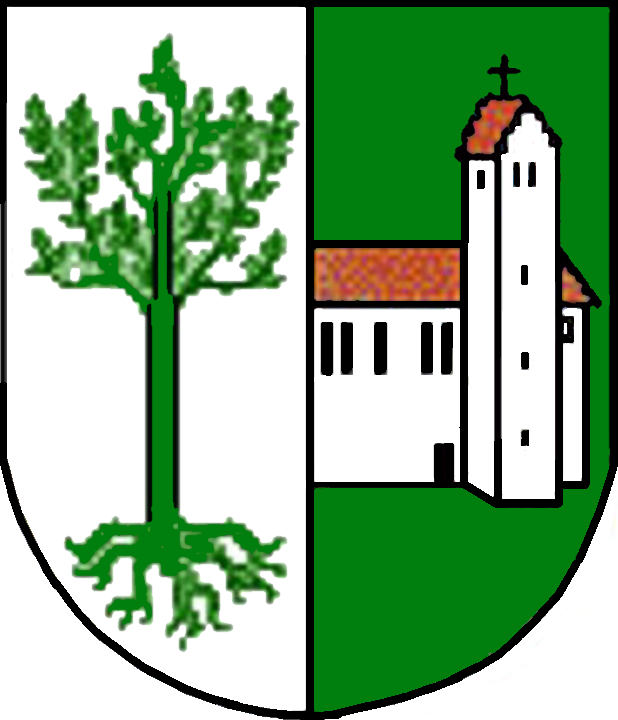
Haisterkirch
Hasenweiler[65]
Hauerz[66]
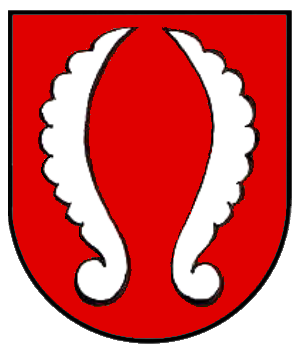
Herlazhofen
Hinznang
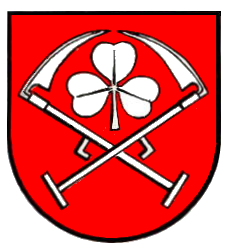
Hofs
Höhreute
Hüttenreute
Immenried
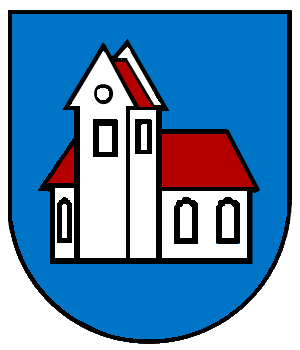
Kappel
Karsee[70]
Langensteig
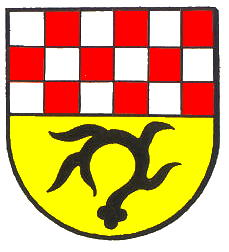
Leupolz
Michelwinnaden[72]
Mittelurbach[73]
Molpertshaus
Mooshausen
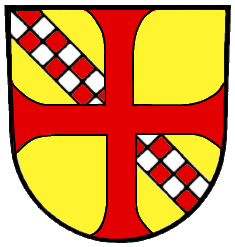
Musbach
Nestbaum
Neuravensburg[75]
Neutrauchburg[76]
Niederwangen[77]
Oberankenreute
Oberzell
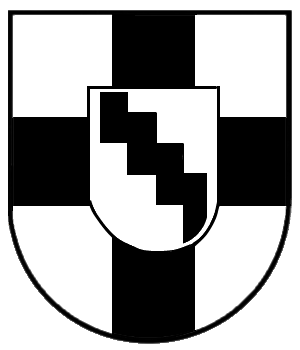
Pfrungen
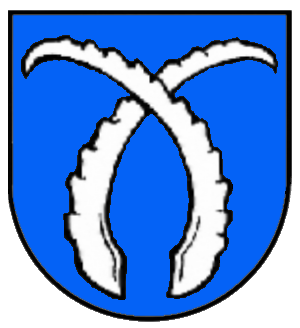
Ratzenried
Reichenhofen[80]
Reute[81]
Rieden
Ringgenweiler
Rohrdorf[82]
Rötenbach
Schmalegg[83]
Schmidsfelden
Schomburg[84]
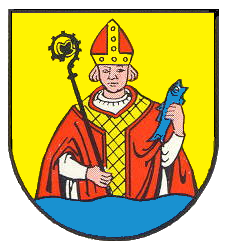
Seibranz
Sießen
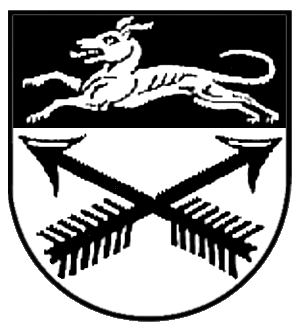
Siggen
Sommersried
Taldorf[87]
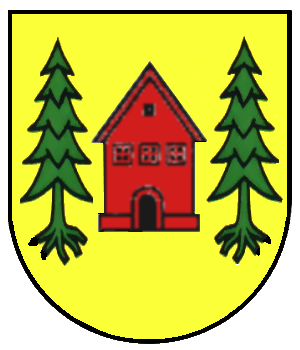
Tannhausen
Tautenhofen
Tepfenhart
Treherz
Unterankenreute
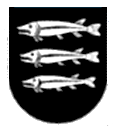
Unterschwarzach
Unterurbach
Waltershofen[90]
Wassers
Wetzisreute
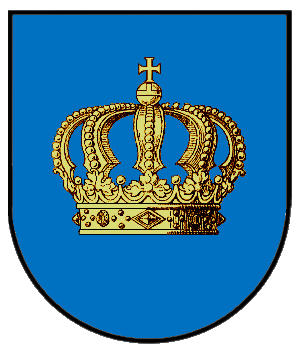
Wilhelmsdorf alt
Wiggenreute
Winterstetten[92]
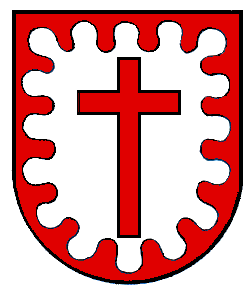
Wolketsweiler
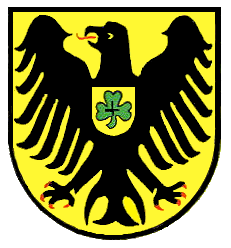
Wuchzenhofen
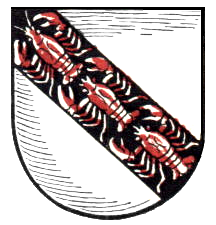
Wurzach alt
Ziegelbach[96]
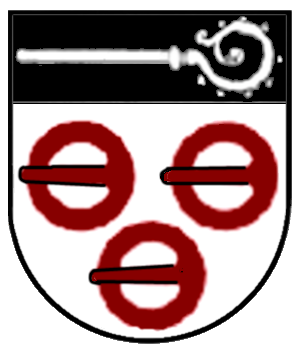
Zogenweiler
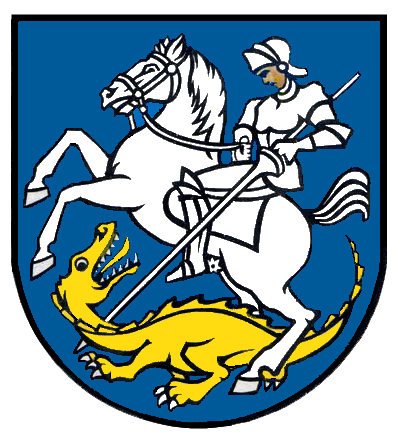
Zollenreute
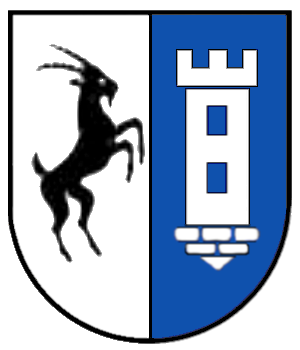
Zußdorf

## Blasonierungen
1. ↑  Landkreis Ravensburg: In Blau ein rot bewehrter und rot bezungter goldener (gelber) Löwe.
2. ↑  Aulendorf: Unter einem dreireihig von Rot und Gold mit Teilungen schräglinks gerauteten, vergrößerten Schildhaupt in Gold ein linkshin gewendetes schwarzes Flügelrad.
3. ↑  Bad Waldsee: In Schwarz ein silberner Balken, begleitet vorne von einem steigenden, linksgewendeten Fisch, hinten von einer gestürzten Kornschaufel, und überhöht von einem sechsstrahligen Stern.
4. ↑  Bad Wurzach: In Silber ein aufrechter roter Krebs.
5. ↑  Isny im Allgäu: In Schwarz ein golden gekrönter goldener Adler (Reichsadler) mit silbernem Brustschild, darin ein mit den Stollen abwärts gekehrtes schwarzes Hufeisen.
6. ↑  Leutkirch im Allgäu: In Blau eine rot gedeckte silberne Kirche (Basilika) mit rechtsstehendem großem Turm mit Giebeldach und goldenem Kreuz sowie mit zwei linksstehenden kleinen Türmen mit Kegeldächern; über dem Kirchendach in goldenem Schildchen ein doppelköpfiger schwarzer Adler (Reichsadler).
7. ↑  Ravensburg: In Silber auf gemauerter blauer Konsole eine doppeltürmige blaue Burg mit hochgezogenem Fallgatter; zwischen den Zinnentürmen ein blauer Schild, darin ein silbernes Kreuz mit Tatzenenden.
8. ↑  Wangen im Allgäu: Unter rotem Schildhaupt, darin drei linksgewendete bartlose silberne Männerköpfe (Wangen) nebeneinander, gespalten; vorne in Silber ein halber, rot bewehrter und rot bezungter schwarzer Adler am Spalt, hinten in Silber eine blaue Lilie.
9. ↑  Weingarten: Geviert von Rot und Silber mit goldenem Herzschild, darin auf grünem Dreiberg ein grüner Weinstock in Form einer Abtsstab-Krümme mit vier nach außen weisenden grünen Blättern und einer in der Krümme hängenden blauen Traube, in 1 ein linksgewendeter silberner Löwe, der in den Vorderpranken ein goldenes Schildchen mit doppelköpfigem schwarzem Adler hält, in 2 ein roter Löwe, der in den Vorderpranken ein rotes Schildchen mit silbernem Balken hält, in 3 ein linksgewendeter roter Löwe, in 4 ein silberner Löwe.
10. ↑  Achberg: In Silber über einem mit einer silbernen Wellenleiste belegten grünen Dreiberg ein getatztes schwarzes Kreuz.
11. ↑  Aichstetten: In Silber ein kreisförmig gebogener grüner Eichenzweig mit sechs roten Eicheln.
12. ↑  Aitrach: In Rot übereinander drei mit dem Mundstück nach (heraldisch) links gekehrte silberne Jagdhörner an goldenen Fesseln.
13. ↑  Altshausen: In einem von Gold und Schwarz gevierten, silbern bordierten Schild ein silbern bordiertes schwarzes Kreuz mit Tatzenenden (Deutschordenskreuz).
14. ↑  Amtzell: In gespaltenem Schild vorne in Silber ein linkshin aufgerichteter, rot bewehrter und rot bezungter schwarzer Bär, hinten in Rot eine dreilatzige silberne Fahne mit drei silbernen Trageringen.
15. ↑  Argenbühl: In Gold ein schwarzer Adler mit einem grünen Lindenzweig im Schnabel.
16. ↑  Baienfurt: In Grün eine goldene Weberkarde (Distelkopf mit drei aufwärts und zwei abwärts gerichteten Distelblättern).
17. ↑  Baindt: In von Gold und Schwarz geviertem Schild in 1 und 4 eine rechtshin liegende gebogene schwarze Hirschstange, in 2 und 3 ein doppelreihig von Silber und Rot geschachter Schräglinksbalken.
18. ↑  Berg: In Rot zwei schräggekreuzte goldene Leitern.
19. ↑  Bergatreute: In Blau auf grünem Dreiberg drei goldene Ähren.
20. ↑  Bodnegg: In Blau über einem goldenen Dreiberg ein silbernes Schwert, beheftet mit zwei schräggekreuzten goldenen Schlüsseln.
21. ↑  Boms: In Blau vier silberne Wellenstäbe, von denen die beiden vorderen mit einer Wendung nach rechts, die beiden hinteren mit einer Wendung nach links auf eine erniedrigte eingebogene goldene Spitze stoßen.
22. ↑  Ebenweiler: In Rot ein silberner Helm mit einem silbernen Adlerflügel als Helmzier.
23. ↑  Ebersbach-Musbach: In Silber ein doppelreihig von Rot und Silber geschachter Schrägbalken (Zisterzienserbalken), überdeckt mit einem durchgehenden schwarzen Tatzenkreuz (Deutschordenskreuz).
24. ↑  Eichstegen: In Gold auf gezahntem blauem Schrägfuß ein roter Hirsch.
25. ↑  Fleischwangen: In Silber schräggekreuzt aus schwarzem Boden wachsend zwei grüne Ähren, darüber ein schwarzes Deutschordens-Kreuz.
26. ↑  Fronreute: In geteiltem Schild oben in Gold ein schreitender, hersehender blauer Löwe, unten von Rot und Gold mit Teilungen schräg gerautet.
27. ↑  Grünkraut: In Gold auf grünem Dreiberg ein vierblättriges grünes Farnkraut.
28. ↑  Guggenhausen: Über blauem Wellenschildfuß von Gold und Rot mit Teilungen schräg gerautet.
29. ↑  Horgenzell: In Rot ein silberner Stufengiebel, belegt mit einem roten Tatzenkreuz (Kreuzlinger Kreuz).
30. ↑  Hoßkirch: In Rot über einer goldenen Zinnenmauer ein mit dem Bart rechtshin liegender goldener Schlüssel.
31. ↑  Kißlegg: In von Silber und Grün schräglinks geteiltem Schild ein aufgerichteter, feuerspeiender, im silbernen Feld schwarzer, im grünen Feld silberner Panther.
32. ↑  Königseggwald: In gespaltenem Schild vorne von Rot und Gold schräg gerautet, hinten in Gold eine bewurzelte grüne Tanne.
33. ↑  Riedhausen: In Rot ein rechtshin gebogen aufspringender silberner Fisch.
34. ↑  Schlier: In Silber ein roter Lowe, im rechten roten Obereck eine rechte silberne Verkehrthand (Schwurhand).
35. ↑  Unterwaldhausen: In Gold aus grünem Dreiberg wachsend ein linkshin gebogener grüner Lindenzweig (Form einer Abtsstabs-Krümme), aus dem fünf grüne Lindenblätter sprießen.
36. ↑  Vogt: In Schwarz ein steigendes goldenes Ross mit rotem Zaumzeug, auf dem ein bärtiger Mann mit goldenem Gewand und Hut sowie roten Stulpenstiefeln (Vogt) reitet.
37. ↑  Waldburg: Unter rotem Schildhaupt, darin ein goldener Reichsapfel, in Gold drei schreitende, rot bezungte, hersehende schwarze Löwen (Leoparden) übereinander.
38. ↑  Wilhelmsdorf: In Schwarz eine silberne Stufenschrägleiste, darüber eine goldene Krone, darunter auf goldener Konsole (gestürzter Stufenzwickel) eine goldene Burg mit zwei Zinnentürmen.
39. ↑  Wolfegg: In Silber auf grünem Dreiberg ein schreitender, rot bezungter schwarzer Wolf.
40. ↑  Wolpertswende: In Blau eine silberne Kapelle in Form eines polygonalen Zentralbaus mit rotem Kegeldach und schwarzem Kreuz auf der Spitze.
41. ↑  Adelsreute: In Rot auf grünem Boden ein schreitender silberner Widder.
42. ↑  Altmannshofen: In Silber ein roter Hirschkopf, das rechte Obereck von Blau und Silber gerautet.
43. ↑  Arnach: Unter silbernem, mit einem schreitenden, rot bewehrten und rot bezungten schwarzen Leoparden belegtem Schildhaupt in Rot ein silberner Schrägbalken, belegt mit drei roten Ahornblättern.
44. ↑  Beuren: In gespaltenem Schild vorne in Gold eine aufrechte vierendige rote Hirschstange, hinten in Rot zwei goldene Lindenblätter.
45. ↑  Blitzenreute: In Gold ein schreitender blauer Leopard.
46. ↑  Blönried: Unter goldenem Schildhaupt, darin ein mit der Krümme nach rechts liegender roter Abtsstab, in Rot ein silbernes Fenster mit goldenem Rahmen.
47. ↑  Christazhofen: In geteiltem Schild oben in Gold eine liegende rote Hirschstange, unten in Blau drei (2:1) sechsstrahlige goldene Sterne.
48. ↑  Deuchelried: In Blau ein stehender kampfbereiter silberner Schwan.
49. ↑  Diepoldshofen: In Rot ein silbernes Posthorn [mit Mundstück rechts].
50. ↑  Dietmanns: In Silber auf blauem Boden eine rote Kirche, darüber schwebend der rote Großbuchstabe D. [Variante: Kirche silbern mit rotem Dach und roten Fenstern.]
51. ↑  Eglofs: In Gold ein schwarzer Adler mit einem grünen Lindenzweig im Schnabel.
52. ↑  Eintürnen: In Blau ein silberner Kirchturm mit Zwiebelhaube.
53. ↑  Eisenharz: In geteiltem Schild oben in Gold ein wachsender schwarzer Adler, unten in Schwarz ein schreitender, rot bezungter goldener Leopard.
54. ↑  Eschach: In gespaltenem Schild vorne in Blau ein linksgekehrter silberner Abtsstab, hinten in Silber zwei blaue Wellenbalken.
55. ↑  Esenhausen: In Schwarz eine zweitürmige goldene Burg mit einer Tür im rechten Turm.
56. ↑  Friesenhofen: In Gold ein aufgerichteter, rot bewehrter und rot bezungter schwarzer Leopard, in den Vorderpranken einen blauen Schlüssel [pfahlweise, Bart oben rechts] haltend.
57. ↑  Fronhofen: Von Rot und Gold mit Teilungen schräg gerautet.
58. ↑  Gaisbeuren: In Rot eine im Kreisrund gelegte goldene Kette mit daran hängendem goldenem Hufeisen, davor gekreuzt ein schrägrechter silberner Abtsstab [mit linksgekehrter Krümme] und ein schräglinker silberner Schlüssel (Bart oben, auswärts gekehrt).
59. ↑  Gebrazhofen: In geteiltem Schild oben in Gold ein wachsender schwarzer Adler, unten in Rot eine goldene Waage.
60. ↑  Göttlishofen: Unter silbernem Schildhaupt, darin ein springender schwarzer Hund, in Schwarz eine goldene Mitra.
61. ↑  Gospoldshofen: In Grün unter einem dreiteiligen silbernen Waagscheit ein achtspeichiges silbernes Rad.
62. ↑  Großholzleute: In Rot eine eingebogene silberne Spitze, belegt mit einem gradarmigen roten Tatzenkreuz.
63. ↑  Haidgau: In Blau auf grünem Boden ein silbernes Häuschen mit rotem Ziegeldach, Tür und zwei Fenstern.
64. ↑  Haisterkirch: In gespaltenem Schild vorne in Silber eine bewurzelte grüne Buche, hinten in Grün eine rot bedachte silberne Kirche [Turm mit Satteldach].
65. ↑  Hasenweiler: In Gold unter einem liegenden schwarzen Doppelhaken ein schwarzer Hase, Männchen machend.
66. ↑  Hauerz: In Blau ein aus dem Unterrand wachsender goldener Ziehbrunnen.
67. ↑  Herlazhofen: In Rot zwei voneinander abgekehrte, aufrechte silberne Steinbockshörner.
68. ↑  Hofs: In Rot zwei schräggekreuzte, gegeneinandergekehrte silberne Sensen, zwischen den Eisen ein dreiblättriges silbernes Kleeblatt.
69. ↑  Kappel: In Blau eine rot bedachte silberne Kirche (Turm mit Stufengiebel).
70. ↑  Karsee: In Gold über blauem Wellenschildfuß schräggekreuzt ein blauer Bischofsstab und ein blauer Pfeil.
71. ↑  Leupolz: In geteiltem Schild oben von Silber und Rot zu 18 Plätzen geschacht, unten in Gold eine nach rechts gebogene schwarze Hirschstange.
72. ↑  Michelwinnaden: In Gold ein schwarzer Balken.
73. ↑  Mittelurbach: In Silber über einer erniedrigten blauen Wellenleiste eine schwebende blaue Taube (hl. Geist), unten beiderseits begleitet von je einem sechsstrahligen roten Stern, unter der Wellenleiste sieben (4:1:2) sechsstrahlige rote Sterne.
74. ↑  Musbach: In Gold ein doppelreihig von Rot und Silber geschachter Schrägbalken, überdeckt von einem durchgehenden roten Kreuz mit Tatzenenden.
75. ↑  Neuravensburg: In Gold auf einer zweitürmigen blauen Burg ein aufgerichteter schwarzer Bär.
76. ↑  Neutrauchburg: In Gold über einem gradarmigen roten Tatzenkreuz eine liegende fünfendige rote Hirschstange.
77. ↑  Niederwangen: In Blau ein von Silber und Rot geständertes Andreaskreuz.
78. ↑  Pfrungen: In Silber ein durchgehendes schwarzes Kreuz, im silbernen Herzschild ein schwarzer Stufenschrägbalken.
79. ↑  Ratzenried: In Blau zwei schräggekreuzte silberne Steinbockshörner.
80. ↑  Reichenhofen: Unter goldenem Schildhaupt, darin ein schreitender, rot bewehrter und rot bezungter schwarzer Leopard, in Rot auf grünem Hügel ein silberner Gerichtstisch mit vierkantiger Platte und vierkantiger Säule.
81. ↑  Reute: In geteiltem und halbgespaltenem Schild oben in Blau eine goldene Lilie, unten vorne in Gold ein roter Karst (Erdhacke), hinten in Rot eine linksgekehrte silberne Streitaxt. [Bis 1960: unten vorne in Grün ein silberner Karst.]
82. ↑  Rohrdorf: In Rot zwei schräggekreuzte gestürzte silberne Schwerter, zwischen den Griffen ein silbernes Schildchen, darin ein durchgehendes rotes Kreuz.
83. ↑  Schmalegg: In Gold ein schwarzer Doppelhaken (N mit spitzen Enden) und zwei [schmale] schwarze Oberecken.
84. ↑  Schomburg: In geteiltem Schild oben in Schwarz ein aus der Teilung wachsender goldener Hirsch, unten in Gold eine schwarze Burg [Hauptgebäude mit Walmdach zwischen zwei Türmen mit Spitzdächern].
85. ↑  Seibranz: In Gold auf blauem Wellenschildfuß ein wachsender Bischof mit silbernem Untergewand, rotem, golden verziertem Chormantel und roter, golden verzierter Mitra, in der Rechten einen schwarzen Bischofsstab, in der Linken einen blauen Fisch haltend (hl. Ulrich).
86. ↑  Siggen: Unter schwarzem Schildhaupt, darin ein springender silberner Hund, in Silber zwei schräggekreuzte schwarze Pfeile.
87. ↑  Taldorf: Von Rot, Silber und Schwarz geteilt, in Silber rechts ein roter Doppelhaken.
88. ↑  Tannhausen: In Gold ein rotes Haus zwischen zwei bewurzelten grünen Tannen.
89. ↑  Unterschwarzach: In Schwarz drei silberne Fische (Hechte) übereinander.
90. ↑  Waltershofen: In dreimal von Schwarz und Gold geteiltem Schild ein aus dem Unterrand wachsender Abtsstab in verwechselten Farben.
91. ↑  Wilhelmsdorf alt: In Blau eine goldene Königskrone.
92. ↑  Winterstetten: In gespaltenem Schild vorne in Silber ein linkshin aufgerichteter, rot bewehrter und rot bezungter schwarzer Bär, in den Pranen einen roten Stab haltend, hinten in Grün ein silberner Wellenschrägbalken.
93. ↑  Wolketsweiler: In Silber mit rotem Wolkenbord ein schwebendes rotes lateinisches Kreuz.
94. ↑  Wuchzenhofen: In Gold ein rot bewehrter und rot bezungter schwarzer Adler, belegt mit einem goldenen Brustschild, darin ein dreiblättriges grünes Kleeblatt.
95. ↑  Wurzach alt: Im schwarzen Hintergrund drei rote Krebse zwischen zwei weißen Ecken.
96. ↑  Ziegelbach: In Silber unter sechs stufenförmig aufeinandergeschichteten roten Ziegelsteinen (1:2:3) ein blauer Wellenbalken.
97. ↑  Zogenweiler: Unter rotem Schildhaupt, darin ein mit der Krümme nach links liegender silberner Abtsstab, in Silber drei (2:1) rote Spangen.
98. ↑  Zollenreute: In Blau ein silbern gerüsteter St. Georg auf steigendem silbernem Pferd, mit einer silbernen Lanze einen silbern bewehrten goldenen Drachen durchbohrend.
99. ↑  Zußdorf: In gespaltenem Schild vorne in Silber ein linksgewendeter schwarzer Steinbock, hinten in Blau ein silberner Zinnenturm auf unten zugespitztem, gequadertem Sockel.